# Dypsis andrianatonga
Espèce
Statut de conservation UICN

 VU D1 : Vulnérable
Dypsis andrianatonga est une espèce rare de palmiers (Arecaceae), endémique de Madagascar. En 2012 elle est considérée par l'IUCN comme une espèce vulnérable.

## Répartition et habitat
Cette espèce est endémique au nord de Madagascar, où elle est présente entre les montagnes Manongarivo et Marojejy. On la trouve entre 400 et 1 400 m d'altitude. Elle vit dans les forêts de basse altitude et de montagne. Des individus isolés poussent fréquemment dans des zones rocheuses ou les mousses et lichens sont abondants.